# Cina ai Giochi della XXV Olimpiade
La Cina partecipò ai Giochi della XXV Olimpiade, svoltisi a Barcellona, Spagna, dal 25 luglio al 9 agosto 1992, con una delegazione di 244 atleti impegnati in ventitré discipline.